# Na mele paleoleo
Le nā mele paleoleo, parfois appelé mele paleoleo, est une forme de musique hawaïenne contemporaine qui mélange le hip-hop et le rap hawaïen. 

## Histoire
Connu comme une forme de poésie hawaïenne, le nā mele paleoleo gagne en popularité grâce aux influences du rap et du hip-hop. Le genre est influencé par des emcees tels que l'activiste et rappeuse hawaïenne Charlotte « MC Frumpy » Kaluna, ainsi que Joseph « DJ ELITE » Netherland à la fin des années 1980,,. Sudden Rush est le premier groupe à enregistrer du nā mele paleoleo en 1993, et devient l'interprète le plus connu du genre. Nā mele paleoleo signifie « chansons qui parlent fort et avec colère » et est approuvé comme terme hawaïen officiel grâce au plaidoyer de Don Ke'ala, un membre de Sudden Rush. Les paroles sont souvent ouvertement politiques, soutenant la souveraineté hawaïenne,.